# Parc de la Villette
Il Parc de la Villette, situato nel XIX arrondissement di Parigi (precisamente nel quartiere Pont-de-Flandre), è uno dei parchi più grandi della città. La realizzazione del parco venne affidata, nel 1983, all'architetto svizzero Bernard Tschumi.
All'interno del parco vengono organizzati eventi culturali come concerti (di musica jazz, elettronica, classica, pop e rock), circhi contemporanei, mostre, rappresentazioni teatrali e proiezioni di film all'aperto.
Il parco, attraversato dal canale dell'Ourcq, è raggiungibile in metro dalle stazioni della metropolitana di Porte de Pantin e Porte de la Villette.
Quest'area, che sorge in una zona in cui originariamente si trovava l’unico mattatoio della città, rappresenta una interessante attrazione sia dal punto di vista architettonico che culturale e scientifico, infatti, include: la Cité des sciences et de l'industrie, il più grande museo della scienza in Europa; il Geode, la celebre sala di proiezione semisferica; la Cité de la musique, un museo di strumenti musicali con una sala da concerto e sede del Conservatorio; lo Zénith, un'arena con 6 300 posti a sedere; la Grande Halle, spazio dedicato a fiere ed eventi; la Philharmonie de Paris, una sala da concerto sinfonico con 2 400 posti a sedere. Questo parco comprende dei giardini a tema abbelliti da originali opere e aree destinate ai bambini. Tra i giardini tematici, ideali per chi vuole trascorrere qualche ora all’insegna del relax e del gioco, risaltano il Jardin du Dragon, molto amato dai più piccoli, con un grande drago d'acciaio che dispone di uno scivolo di 80 metri, e il Jardin de Bambou, progettato da Alexandre Chemetoff, vincitore nel 2000 del Grand Prix de l'urbanisme.

## Nel parco

Mappa del Parc de la Villette

- La Cité des sciences et de l'industrie
- La Philharmonie de Paris (Filarmonica di Parigi) (sala per concerti)
- La Geode
- La Cité de la musique
- Cinema all'aperto
- Il Conservatoire national supérieur de musique et de danse de Paris (Conservatorio nazionale superiore di musica e di danza di Parigi)
- Lo Zénith di Parigi (arena che ospita concerti)
- Teatro Paris-Villette
- Il Cinaxe (Sala cinematografica)
- Un centro equestre
- Una scultura monumentale: La Bicyclette ensevelie (La bicicletta seppellita) di Claes Oldenburg e Coosje Van Bruggen